# W. Howard Greene
W. Howard Greene (West Warwick, 16 de agosto de 1895 - Los Angeles, 28 de fevereiro de 1956) foi um diretor de fotografia estadunidense. Ele ganhou o Oscar de melhor fotografia em 1944 pelo filme O Fantasma da Ópera. Seus outros trabalhos no cinema incluem: Legong (1935) e Nasce uma Estrela (1937).

## Prêmios e indicações
| Ano  | Prêmio                     | Indicação             | Resultado |
| ---- | -------------------------- | --------------------- | --------- |
| 1952 | Oscar de melhor fotografia | O Fim do Mundo        | Indicado  |
| 1944 | Oscar de melhor fotografia | O Fantasma da Ópera   | Indicado  |
| 1943 | Oscar de melhor fotografia | As Mil e uma Noites   | Indicado  |
| 1942 | Oscar de melhor fotografia | Flores do Pó          | Indicado  |
| 1941 | Oscar de melhor fotografia | Legião de Heróis      | Indicado  |
| 1940 | Oscar de melhor fotografia | Meu Reino por um Amor | Indicado  |
| 1938 | Oscar Honorário            | Nasce uma Estrela     | Venceu    |
| 1937 | Oscar Honorário            | O Jardim de Alá       | Venceu    |